# Huelga general en España del 29 de marzo de 2012
La Primera huelga general de España de 2012 fue una huelga general convocada para el jueves 29 de marzo de 2012 (29-M), por varias organizaciones sindicales españolas, entre ellas CCOO, UGT, USO, CGT, CNT, Solidaridad Obrera, Co.Bas ELA, LAB, ESK, CIG, CUT, CSI, Intersindical CSC, SOA, SAT, COS, Intersindical Canaria, FSOC, Confederación Intersindical, STC y Sindicato de Estudiantes, además de organizaciones y movimientos como el Movimiento 15-M y FACUA como protesta contra la reforma laboral de 2012 aprobada por el gobierno de Mariano Rajoy del Partido Popular. El lema fue: "Quieren acabar con todo, con los derechos laborales y sociales".
La huelga general del 29 de marzo fue la primera de las dos huelgas generales que se desarrollaron en España en 2012. El 14 de noviembre de ese mismo año se dio una segunda jornada de paro general bajo el nombre de huelga general europea.

## Contexto político y social

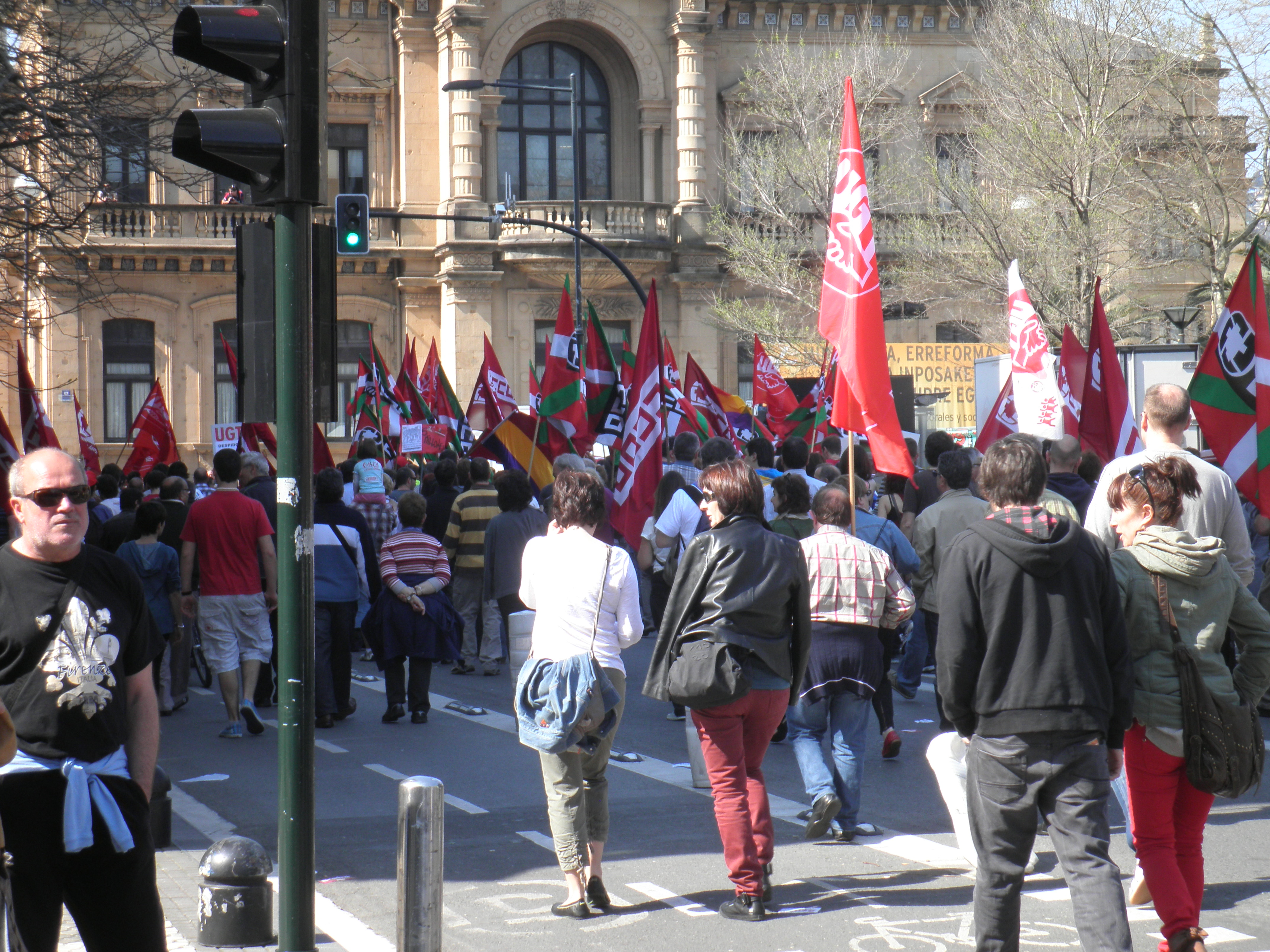
Protestas en San Sebastián el día de la huelga

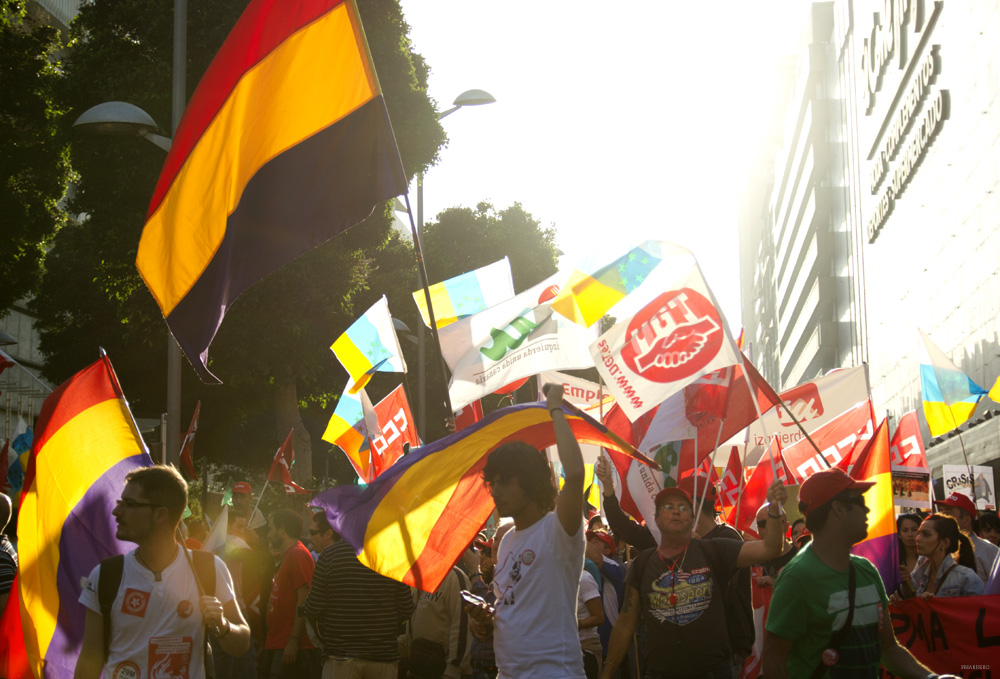
Manifestación contra la Reforma Laboral, en Las Palmas de Gran Canaria, España. Marzo 2012.

La reforma del mercado laboral en España inició su camino en 2008, durante la crisis económica mundial, que en España se empezó a reflejar en un aumento muy pronunciado del número de desempleados, mientras que otros países de su entorno mostraban un aumento del desempleo mucho más moderado. El ejecutivo de José Luis Rodríguez Zapatero manifestó entonces la predisposición a una reforma del mercado de trabajo para flexibilizarlo, condicionado a que los agentes sociales (patronal y sindicatos) llegasen a un acuerdo.
En los dos años siguientes no se llegó a ningún acuerdo y el panorama político se volvió más delicado con, por una parte, la fuerte apreciación del euro respecto del dólar estadounidense y la crisis de Grecia; y por otra, el fuerte descenso de los ingresos públicos. El gobierno español, ante estos hechos y ante la presión de los mercados financieros internacionales, tomó medidas orientadas al control del gasto presupuestario y del déficit público. Mediante decreto ley, aprobó una reforma sustancial del mercado laboral, que fue contestada por los sindicatos con la convocatoria de una huelga general el 29 de septiembre de 2010.
El 29 de julio de 2011 Zapatero anunció la convocatoria de elecciones generales anticipadas para el 20 de noviembre del mismo año. El Partido Popular ganó las elecciones con mayoría absoluta en Congreso y Senado, y fue elegido Mariano Rajoy como nuevo presidente de gobierno. A mediados de 2011, la crisis se recrudeció y el desempleo siguió creciendo. El déficit, que seguía alto, impulsó al nuevo gobierno a tomar nuevas medidas de austeridad.

## Incidencia
El consumo de energía, variable comúnmente utilizada para medir el impacto de las Huelgas, según Red Eléctrica Española descendió un 14,6% frente a lo previsto para ese día, siendo este dato ligeramente superior al 12,3% de la Huelga General de 2010.